# Highland Glory
Highland Glory es una banda Noruega de Power metal fundada en 2001, siendo una de las primeras bandas de power metal de Noruega.
El 31 de diciembre de 2013 el vocalista original Jan Thore Grefstad retorna a la banda.

## Miembros

### Actuales
- Jan Thore Grefstad - Vocalista
- Jack-Roger Olsen - Guitarra, voces
- Knut Egil Tøftum - Bajo
- Lars Andrè Rørvik Larsen - Guitarra, teclado
- Morten Færøvig - Batería

### Anteriores
- Trine Elise Johansen - Vocalista
- Asgeir Mickelson - Batería

## Discografía
- From the Cradle to the Brave (2003)
- Forever Endeavour (2005)
- Twist of Faith (2011)